# Phalaenopsis finleyi
Espèce
Classification phylogénétique
Phalaenopsis finleyi est une espèce de plantes à fleurs de la famille des Orchidaceae (les orchidées) et du genre Phalaenopsis. Il s'agit d'une espèce intégrée tardivement aux Phalaenopsis et qui appartenait initialement au genre Kingidium avant d'être reclassée temporairement dans le genre Doritis.

## Répartition et habitat
Cette orchidée se trouve à l'état naturel en Thaïlande et au Vietnam.

## Dénominations et systématique

### Synonymes
- Kingidium minus Seidenf., Opera Bot. 95: 188 (1988). (basionyme)
- Phalaenopsis minor (Seidenf.) Christenson, Phalaenopsis: 54 (2001), nom. illeg.
- Doritis minus (Seidenf.) T.Yukawa & K.Kita, Acta Phytotax. Geobot. 56: 157 (2005).

### Hybrides primaires
- Phalaenopsis Alyos	= Phal. schilleriana × Phal. finleyi (Alain Brochart, 2008)
- Phalaenopsis Calypso Musick = Phal. deliciosa × Phal. finleyi (F.&M.Kaufmann, 2007)
- Phalaenopsis Donna's Delight = Phal. equestris × Phal. finleyi (Bill Tippit, 2005)
- Phalaenopsis Java Mini = Phal. javanica × Phal. finleyi (Hou Tse Liu, 2006)
- Phalaenopsis Palace Limited = Phal. lindenii × Phal. finleyi (Orchid Palace, 2007)
- Phalaenopsis San Shia Swan	= Phal. finleyi × Phal. pulcherrima (Hou-Tse Liu, 2002)
- Phalaenopsis Yaphon Ugly Person =Phal. lobbii × Phal. finleyi (Yaphon Orch, 2012)

## Hybrides secondaires(Descendance)
- Phalaenopsis Manydog (basionyme: x Phalaenidium) = Phal. Sogo Mini Dog × Phal. finleyi (Yaphon Orch, 2007)
- Phalaenopsis LeBio Twinkle (basionyme: x Doriopsisium) = Phal. [Dtps.] Twinkle Okuno × Phal. finleyi (LeBio, 2009)